# رودني ويستون
رودني ويستون هو سياسي كندي، ولد في 28 مارس 1964 في سانت جون في كندا. حزبياً، نشط في حزب المحافظين الكندي. وقد انتخب عضو الجمعية التشريعية لنيو برونزويك ‏ وانتخب عضو مجلس العموم الكندي.